# چپل
چپل (به مجاری:  Csepel) ناحیهٔ ۲۱ از ۲۳ ناحیهٔ بوداپست در مجارستان است. چپل ۲۵٫۷۵ کیلومتر مربع مساحت و ۷۶٬۹۱۱ نفر جمعیت دارد.

## خواهرخوانده
| - رییکا، کرواسی - یوانکوسکی، فنلاند - کیلتس، لهستان - سلونته، رومانی - اوسترونگ، - نوینبورگ آم راین، آلمان - شچچین، لهستان | - گانشتی، رومانی - وولومین، لهستان |